# Model de Plummer

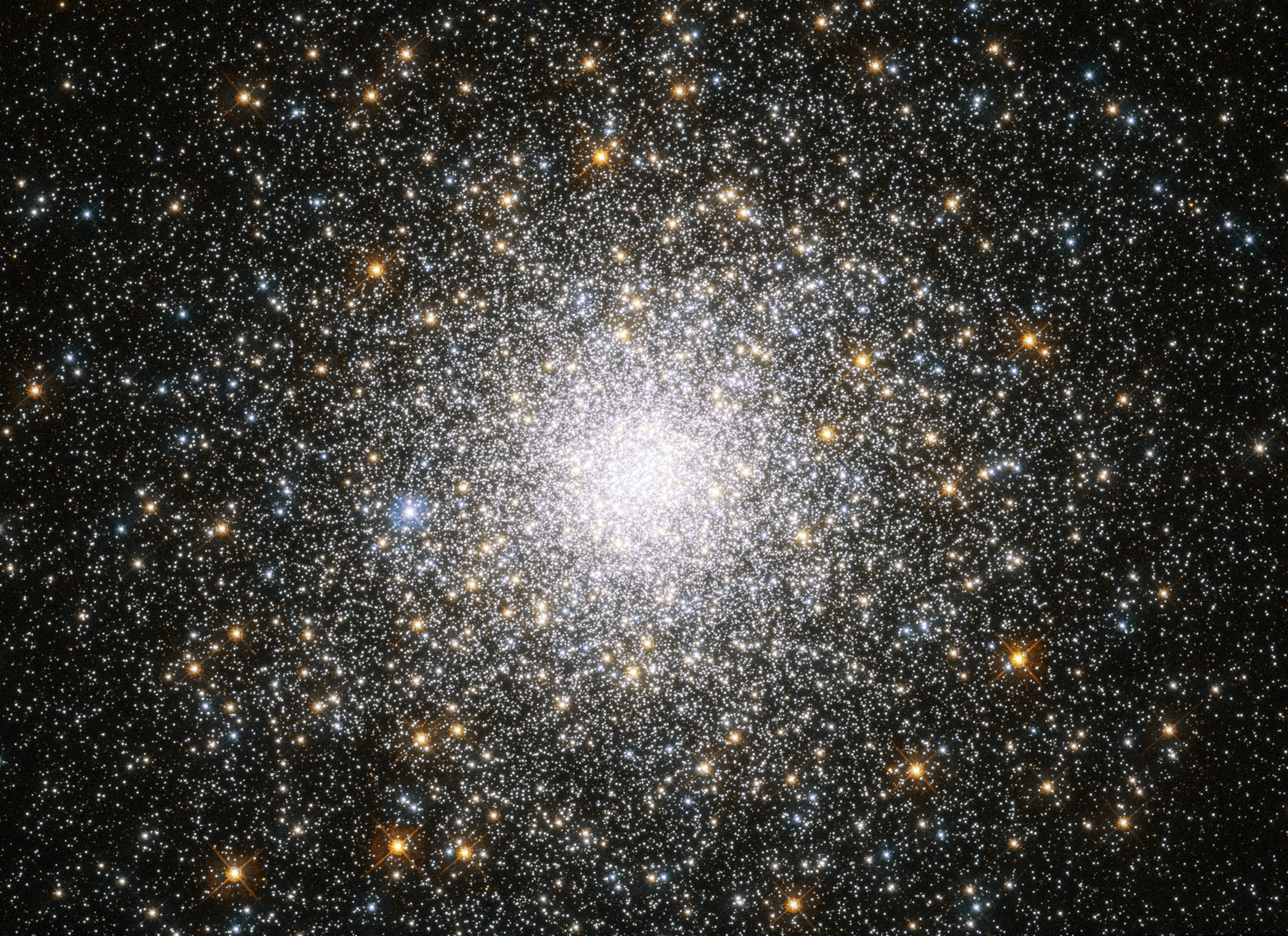
Exemple de cúmul d'estrelles: Messier 75

El model de Plummer o esfera de Plummer és una llei de densitat usada per primer cop per H. C. Plummer Per observar Cúmuls globulars. Ara sovint és utilitzat com a model simplificat en Simuladors dinàmics de partícules de sistemes estel·lars.

## Descripció del model
El perfil de densitat 3D segons Plummer ve donat per
{\displaystyle \rho _{P}(r)={\frac {3M}{4\pi a^{3}}}\left(1+{\frac {r^{2}}{a^{2}}}\right)^{-{\frac {5}{2}}},}
On M és la massa total del Cúmul, i a és el radi Plummer, un paràmetre d'escala que posa la mida del nucli de grup. El potencial corresponent és
{\displaystyle \Phi _{P}(r)=-{\frac {GM}{\sqrt {r^{2}+a^{2}}}},}
On G és la constant de la gravitació de Newton. La dispersió de velocitat és
{\displaystyle \sigma _{P}^{2}(r)={\frac {GM}{6{\sqrt {r^{2}+a^{2}}}}}.}
La funció de distribució és 
{\displaystyle f({\vec {x}},{\vec {v}})={\frac {24{\sqrt {2}}}{7\pi ^{3}}}{\frac {Na^{2}}{G^{5}M^{5}}}(-E({\vec {x}},{\vec {v}}))^{7/2},}
Si {\displaystyle E<0}, i{\displaystyle f({\vec {x}},{\vec {v}})=0} altrament, on{\displaystyle E({\vec {x}},{\vec {v}})={\frac {1}{2}}v^{2}+\Phi _{P}(r)} és l'energia específica.

## Propietats
La massa tancada dins dels radis {\displaystyle R} és donada per 
{\displaystyle M(r<R)=4\pi \int _{0}^{R}r^{2}\rho _{P}(r)\,dr=M{\frac {R^{3}}{(R^{2}+a^{2})^{3/2}}}.}
Moltes altres propietats del model Plummer es descriuen a l'article de Herwig Dejonghe.
Radi de nucli {\displaystyle r_{c}}, on les gotes de densitat de la superfície a mig el seu valor central, és a .{\displaystyle r_{c}=a{\sqrt {{\sqrt {2}}-1}}\approx 0.64a}
Radi de mitja-massa és{\displaystyle r_{h}=\left({\frac {1}{0.5^{2/3}}}-1\right)^{-0.5}a\approx 1.3a.}
El radi Virial és .{\displaystyle r_{V}={\frac {16}{3\pi }}a\approx 1.7a}
Els punts de gir radial d'una òrbita caracteritzada per l'energia específica {\displaystyle E={\frac {1}{2}}v^{2}+\Phi (r)} i el moment angular específic {\displaystyle L=|{\vec {r}}\times {\vec {v}}|} venen donats per les arrels positives de l'equació cúbica
{\displaystyle R^{3}+{\frac {GM}{E}}R^{2}-\left({\frac {L^{2}}{2E}}+a^{2}\right)R-{\frac {GMa^{2}}{E}}=0,}
On {\displaystyle R={\sqrt {r^{2}+a^{2}}}}, de manera que{\displaystyle r={\sqrt {R^{2}-a^{2}}}}. Aquesta equació té tres arrels reals per{\displaystyle R} : dos valors positius i un negatiu, donat que{\displaystyle L<L_{c}(E)}, on {\displaystyle L_{c}(E)} és el moment angular específic per una òrbita circular per la mateixa energia. Aquí {\displaystyle L_{c}} pot ser calculada de l'arrel real simple del discriminant de l'equació cúbica, la qual és una altra equació cúbica
{\displaystyle {\underline {E}}\,{\underline {L}}_{c}^{3}+\left(6{\underline {E}}^{2}{\underline {a}}^{2}+{\frac {1}{2}}\right){\underline {L}}_{c}^{2}+\left(12{\underline {E}}^{3}{\underline {a}}^{4}+20{\underline {E}}{\underline {a}}^{2}\right){\underline {L}}_{c}+\left(8{\underline {E}}^{4}{\underline {a}}^{6}-16{\underline {E}}^{2}{\underline {a}}^{4}+8{\underline {a}}^{2}\right)=0,}
A On el parametres subratllats són Adimensionals en unitats Henon definides com {\displaystyle {\underline {E}}=Er_{V}/(GM)}, ,{\displaystyle {\underline {L}}_{c}=L_{c}/{\sqrt {GMr_{V}}}} i {\displaystyle {\underline {a}}=a/r_{V}=3\pi /16}.

## Aplicacions
El model Plummer ens acosta a representar els perfils de densitat observats de cúmuls estel·lars [cal citació], tot i que la ràpida caiguda de la densitat a radis grans ({\displaystyle \rho \rightarrow r^{-5}}) no és una descripció bona per a aquests sistemes.
El comportament de la densitat prop del centre no s'assembla a les observacions de galàxies el·líptiques, les quals típicament exhibeixen una densitat central divergent .
La facilitat amb què l'esfera Plummer pot ser abordada com a model Monte-Carlo l'ha fet favorit d'Experiments de física de partícules, malgrat la manca de realisme del model.